# Machy, Somme
Machy är en kommun i departementet Somme i regionen Hauts-de-France i norra Frankrike. Kommunen ligger i kantonen Rue som tillhör arrondissementet Abbeville. År 2022 hade Machy 118 invånare.

## Befolkningsutveckling
Antalet invånare i kommunen Machy
| Referens: INSEE |